# Tucanet de Wagler
El tucanet de Wagler (Aulacorhynchus wagleri) és una espècie d'ocell de la família dels ramfàstids (Ramphastidae) que habita la selva humida del sud-oest de Mèxic.